# 安全地帯 アナザー・コレクション -アルバム未収録曲集-
『安全地帯 アナザー・コレクション -アルバム未収録曲集-』（あんぜんちたい アナザー・コレクション -アルバムみしゅうろくきょくしゅう-）は、日本のロックバンドである安全地帯の企画ベスト・アルバム。
1994年9月24日にキティレコードからリリースされた。ベスト・アルバムとしては、前作『安全地帯/玉置浩二 ベスト』からおよそ1か月という短い期間でリリースされた。
1982年から1993年までにリリースされたシングルのカップリング曲を収録したアルバムであり、両A面シングルであった井上陽水とのコラボレーション・シングル「夏の終りのハーモニー/俺はシャウト!」はカップリング曲の「俺はシャウト!」のみが収録され、6枚目のシングル「マスカレード/置き手紙」（1984年）および15枚目のシングル「じれったい」（1987年）は、表題曲およびカップリング曲が両方とも収録されている。

## 収録曲
| #         | タイトル                             | 作詞               | 作曲      | 編曲                                   | 時間  |
| --------- | ------------------------------------ | ------------------ | --------- | -------------------------------------- | ----- |
| 1.        | 「一度だけ」                         | 安全地帯、崎南海子 | 玉置浩二  | 安全地帯、星勝                         | 4:59  |
| 2.        | 「FIRST LOVE TWICE」                 | 小椋佳             | 玉置浩二  | 星勝、安全地帯                         | 4:41  |
| 3.        | 「We're alive」                      | 松尾由紀夫         | 玉置浩二  | 安全地帯、星勝                         | 4:09  |
| 4.        | 「マスカレード (Single Version)」    | 松井五郎           | 玉置浩二  | 安全地帯、星勝                         | 4:09  |
| 5.        | 「置き手紙」                         | 安全地帯、崎南海子 | 玉置浩二  | 安全地帯、星勝                         | 4:38  |
| 6.        | 「一秒一夜」                         | 松井五郎           | 矢萩渉    | 安全地帯、星勝                         | 3:44  |
| 7.        | 「ノーコメント」                     | 松井五郎           | 玉置浩二  | 安全地帯                               | 4:13  |
| 8.        | 「チャイナ・ドレスでおいで」         | 松井五郎           | 玉置浩二  | 安全地帯、星勝                         | 4:11  |
| 9.        | 「俺はシャウト!」                    | 井上陽水           | 玉置浩二  | 井上陽水、安全地帯、中西康晴、川島裕二 | 4:02  |
| 10.       | 「恋はDANCEではじめよう」            | 松井五郎           | 玉置浩二  | 安全地帯                               | 1:58  |
| 11.       | 「じれったい (Single Version)」      | 松井五郎           | 玉置浩二  | 星勝、安全地帯、BAnaNA                 | 3:44  |
| 12.       | 「ひとりぼっちの虹」                 | 松井五郎           | 玉置浩二  | 星勝、安全地帯、BAnaNA                 | 2:45  |
| 13.       | 「きっかけのWink」                   | 松井五郎           | 玉置浩二  | 星勝、安全地帯、BAnaNA                 | 3:36  |
| 14.       | 「時計」                             | 松井五郎           | 玉置浩二  | 星勝、安全地帯、BAnaNA                 | 2:17  |
| 15.       | 「ナンセンスだらけ」                 | 松井五郎           | 玉置浩二  | 安全地帯、星勝、BAn〔Λ〕NA             | 3:40  |
| 16.       | 「地平線を見て育ちました。」         | 糸井重里           | 玉置浩二  | 安全地帯                               | 6:05  |
| 17.       | 「あの頃へ（'92.12.08 日本武道館）」 | 松井五郎           | 玉置浩二  | 安全地帯                               | 4:58  |
| 合計時間: | 合計時間:                            | 合計時間:          | 合計時間: | 合計時間:                              | 67:49 |

## リリース日一覧
| No. | リリース日    | レーベル                 | 規格         | カタログ番号 | 備考                   | 出典        |
| --- | ------------- | ------------------------ | ------------ | ------------ | ---------------------- | ----------- |
| 1   | 1994年9月24日 | キティレコード           | CD           | KTCR-1284    |                        | [ 2 ] [ 3 ] |
| 2   | 2013年3月1日  | ユニバーサルミュージック | AAC-LC       | -            | デジタル・ダウンロード | [ 4 ]       |
| 3   | 2013年3月1日  | ユニバーサルミュージック | ロスレスFLAC | -            | デジタル・ダウンロード | [ 5 ]       |